# Hotchkiss Mle 1897/1900/1908/1914
Гочкисс (фр. Hotchkiss) — французский станковый пулемёт. Основан на системе, разработанной австрийским ротмистром Адольфом Одколеком, бароном фон Аугеза. Гочкисс изготавливался французской фирмой «Гочкисс и К°», основанной американцем Бенджамином Гочкиссом.

## Устройство
В нём использовался патрон 8×50 мм R Лебель — в жёсткой латунной ленте, помимо матерчатой. В 1900 году появился новый вариант — со стальным радиатором и треногой, с механизмами горизонтального и вертикального наведения, также был введён регулятор темпа стрельбы. В пулемете применён поршневой двигатель автоматики с отводом пороховых газов через поперечное отверстие снизу ствола и длинным ходом газового поршня.
Пулемёты «Гочкисс» устанавливались на некоторые образцы бронетехники французского производства: в частности, на танки Рено FT-17, CA-1 Шнейдер, Saint Chamond, 2C.

## Модификации
- Mle 1897
- Mle 1900
- Mle 1908
- Mle 1914

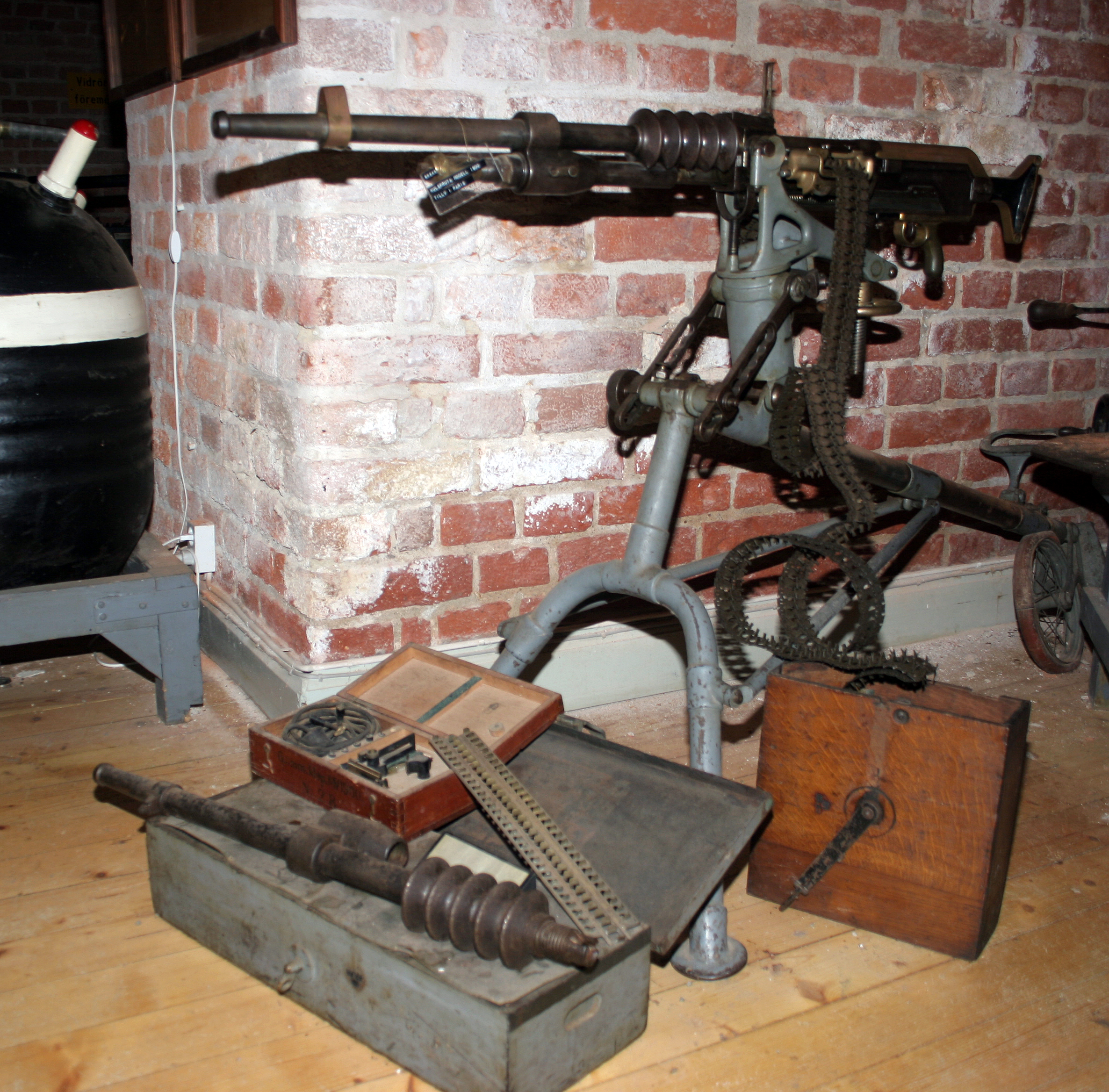
Пулемёт Mle 1900.

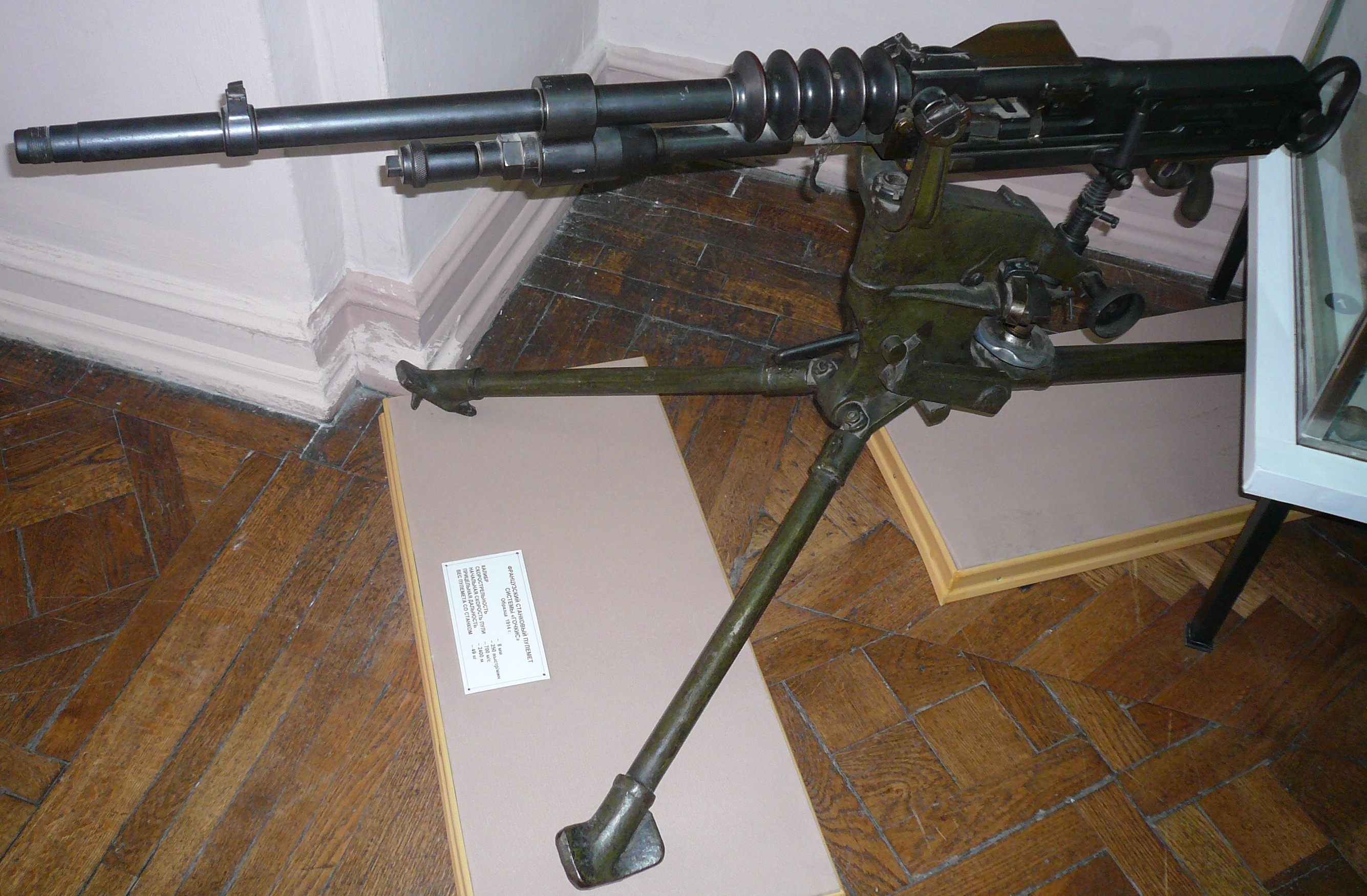
Станковый пулемёт системы «Гочкисс» образца 1914 г.

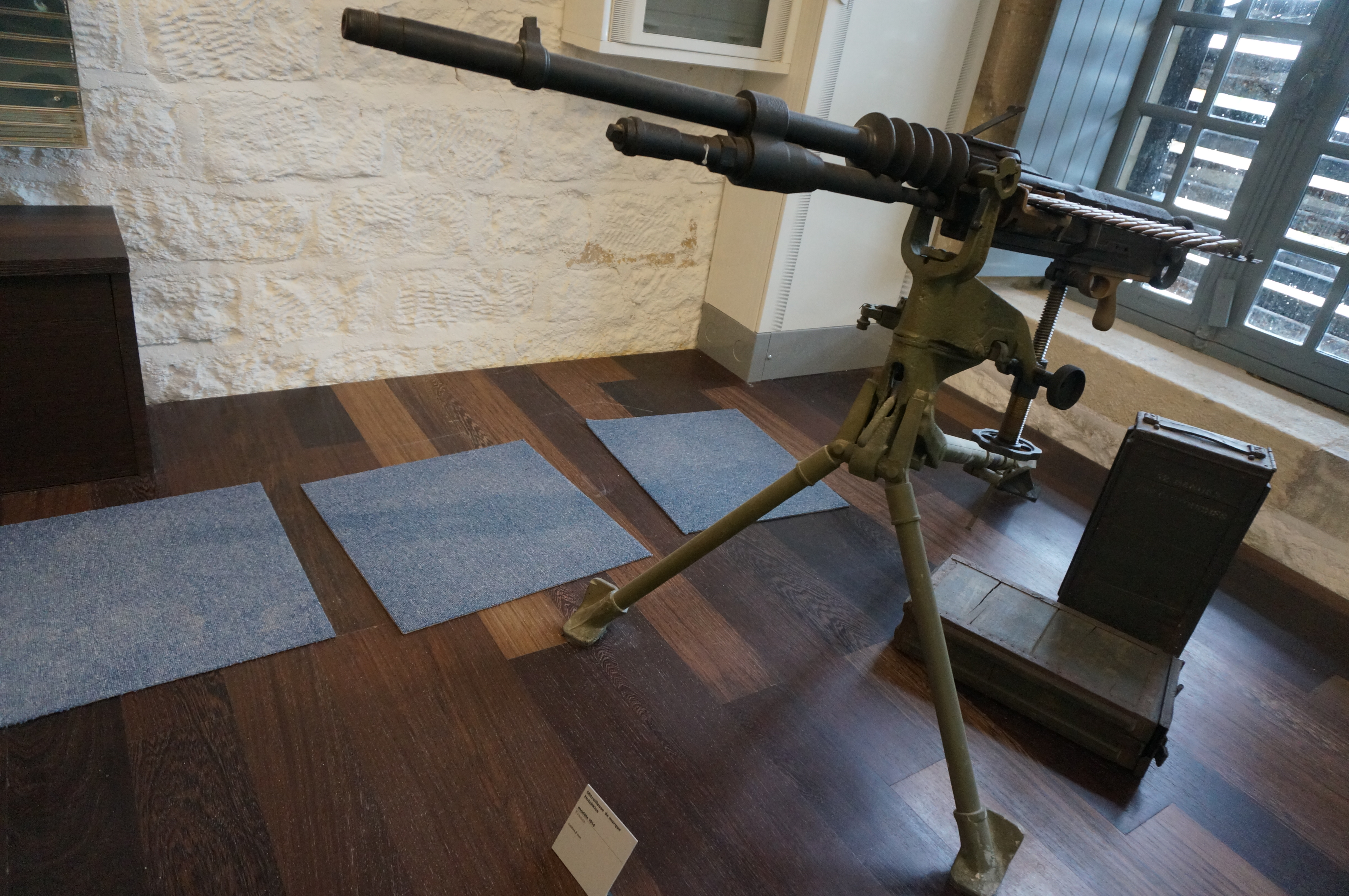
Пулемёт Mle 1914.

- «Противоаэростатный» пулемёт системы Гочкисса образца 1917 года, переделанный из модели 1914 года. Применялся патрон 11×59 мм R Gras с зажигательной пулей, начальная скорость которой 610 м/с. Этот же патрон использовали в переделанном варианте британского пулемёта системы Виккерса[2].

Не следует путать с ручным пулемётом фирмы «Бенет-Мерси» Hotchkiss M1909 (американское название, а в Англии назывался Hotchkiss Mark I).

## Страны-эксплуатанты

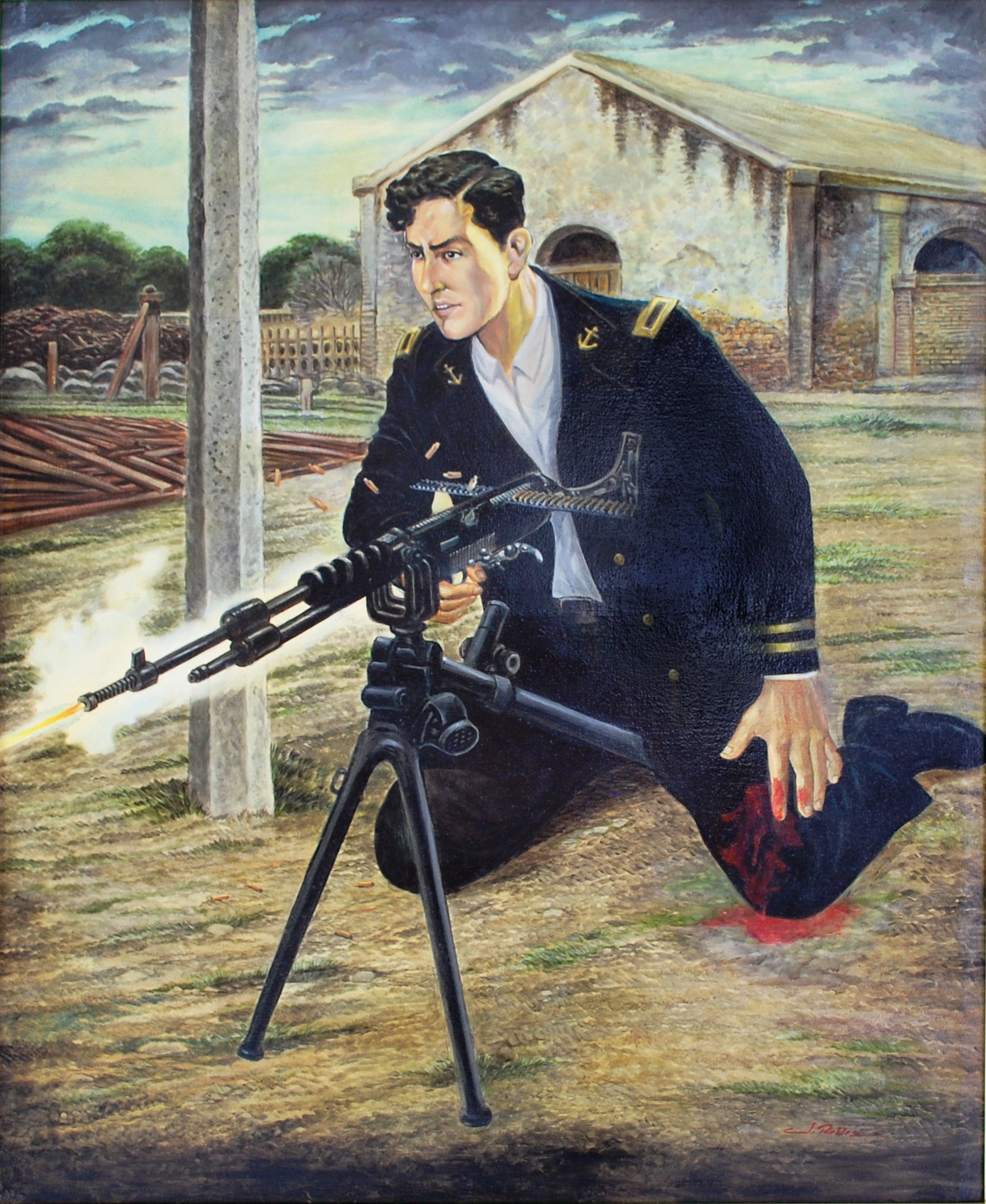
Подвиг лейтенанта мексиканского флота Хосе Асуэты, павшего при защите Веракруса от американцев в 1914 г. Музей военно-морской истории в Мехико

### Европа
- Бельгия: 7,65 × 53mm Mauser
- Германия: некоторое количество трофейных французских пулемётов применялось немецкой армией на западном фронте в ходе Первой мировой войны
- Вторая Испанская Республика: выпускался по лицензии на заводе Fábrica de Armas de Oviedo; в ходе войны в Испании 7-мм (7 × 57 мм) пулемёты использовались армией Испанской республики и франкистами[3]
- Норвегия (6,5 × 55 мм)
- Польша: первые 8-мм пулемёты «Гочкисс» были получены из Франции в 1918—1921, в дальнейшем была разработана модификация сiężki karabin maszynowy wz. 25 Hotchkiss под патрон 7,92×57 мм[4].
- Российская империя: в ходе Первой мировой войны 500 шт. заказано в Англии, фактически до 1 января 1917 года было получено 540 шт.[5] Практически все пулемёты поступили на вооружение пулемётных команд пехотных полков на Кавказском фронте[6]
- Османская империя: до начала первой мировой войны во Франции для турецкой армии было закуплено 80 шт. пулемётов «гочкисс» обр. 1900 г.; позднее, во время первой мировой войны на вооружение турецкой армии поступило ещё некоторое количество трофейных пулемётов[7]
- Болгария — после вступления Болгарии в первую мировую войну в октябре 1915 года некоторое количество захваченных на Салоникском фронте трофейных 8-мм пулемётов «гочкис» использовалось болгарской армией[8]
- Советская Россия: некоторое количество пулемётов использовалось РККА в ходе гражданской войны,[9] пулемёты со складских запасов царского времени состояли на вооружении дивизий народного ополчения, применялись в ходе битвы за Москву[10]
- Румыния:[11]
- Италия: закупался (наряду с Saint-Étienne modèle 1907 и пулемётом Шоша для компенсации нехватки штатного FIAT-Revelli M1914; во Вторую мировую также трофейные.
- Нацистская Германия: трофейные польские 7,92-мм пулемёты Hotchkiss wz. 25 использовались в Вермахте под наименованием MG.257(p); французские 7,5-мм Hotchkiss mle 1914 — под наименованием MG.257(f), 7,5-мм Hotchkiss mle 1922 — под наименованием MG.105(f); 6,5-мм норвежские Hotchkiss mle 1914 — под наименованием MG.201(n).
- Финляндия: партия 8-мм пулемётов Hotchkiss mle 1914 была получена в 1919—1921 Франции (они были установлены на танках FT-17), в 1937 году их заменили в танках на пулемёты «максим» и продали за рубеж[12]
- Франция: пулемёт был принят на вооружение французской армии в 1897 году, применялся в ходе первой мировой войны (армия получила за этот период 47.000 штук, в том числе несколько сотен под 11-мм патрон Гра для противоаэростатной стрельбы), в 1920-е-1930-е годы некоторое количество было передано в колониальные части
- Швеция: пулемёт Hotchkiss под патрон 6,5 × 55 мм был принят на вооружение шведской армии в 1900 году под наименованием Kulspruta m/1900[13]

### Азия
- Японская империя: небольшая партия пулемётов Hotchkiss mle 1897 была заказана в 1902 году у англичан (позднее они применялись в ходе Русско-японской войны).[14] и оставалась на вооружении Императорской армии вплоть до капитуляции Японии в сентябре 1945 года (помимо этого на вооружение императорской армии поступили трофейные французские пулеметы, захваченные во время оккупации Индокитая). На базе купленных пулеметов, японцы в 1914 году создали свою копию пулемета Тип 3.
- Империя Цин: Несколько штук приобретено для императорской армии.[15].
- Китайская Республика: Между 1930 и 1935 годами было закуплено 1192 пулемёта; также выпускались местные копии под патрон Маузера. С началом японо-китайской войны было заказано ещё 1300 штук, но получить успели лишь около 300.
- Маньчжоу-Го: Часть трофейных китайских пулемётов Hotchkiss mle 1914 были переданы Японией в маньчжурскую армию во время японо-китайской войны.
- Афганистан:

### Африка
- Эфиопия: некоторое количество пулемётов находилось на вооружении эфиопской армии перед началом итало-эфиопской войны 1935—1936 гг.[16]

### Америка
- Бразилия:
- Венесуэла:
- Мексика:
- Перу:
- США: в 1917—1918 гг. около 7.000 пулемётов под 8-мм французский винтовочный патрон было закуплено для американского экспедиционного корпуса, они применялись в ходе первой мировой войны.
- Чили: